# NGC 7521
NGC 7521 is een lensvormig sterrenstelsel in het sterrenbeeld Vissen. Het hemelobject werd op 18 november 1864 ontdekt door de Duitse astronoom Albert Marth.

## Synoniemen
- MCG 0-59-9
- ZWG 380.11
- ARAK 578
- PGC 70725